# Wadalit
Das Mineral Wadalit ist ein selten vorkommendes Inselsilikat aus der Mayenit-Obergruppe mit der Endgliedzusammensetzung Ca12Al103+Si4O32Cl6. Es kristallisiert mit kubischer Symmetrie mit der Struktur von Mayenit.
Wadalit ist durchsichtig bis durchscheinend und entwickelt nur kleine, glasglänzende, dunkelgraue bis schwarze oder farblose bis limonengelbe Kristalle von bis zu einem mm Größe. Die Kristallform wird dominiert vom Triakistetraeder {211}.
Gebildet wird Wadalit kontaktmetamorph bei niedrigem Druck und sehr hohen Temperaturen bei der sanidinitfaziellen Metamorphose von calcium- und aluminiumreichen Gesteinen und findet sich vorwiegend in Skarn-Einschlüssen in magmatischen Gesteinen.

## Etymologie und Geschichte
Seit Beginn des 20. Jahrhunderts ist ein kubisches Calciumaluminat bekannt, für das damals die Zusammensetzung 5CaO·3Al2O3 angegeben wurde. Da Calciumaluminate wichtige Verbindungen von Zementklinkern sind, wurden sie seither intensiv untersucht. 
Die Struktur dieser Verbindung wurde 1936 von W. Büssem und A. Eitel am Kaiser-Wilhelm-Institut für Silikatforschung in Berlin-Dahlem aufgeklärt. Im Zuge der Strukturaufklärung korrigierten sie die Zusammensetzung zu 12CaO·7Al2O3.
Das synthetische Äquivalent von Wadalit, ein Chlorosilikat mit der von Büssem und Eitel bestimmten Struktur des 12CaO·7Al2O3, wurde 1988 beschrieben, bevor Tsukimura und Mitarbeiter fünf Jahre später das Mineral Wadalit in einem Skarn-Xenolithen eines Andesit bei Tadano nahe Kōriyama in der Präfektur Fukushima, Japan entdeckten. Sie beschrieben die Struktur in Analogie zur Granatstruktur und Wadalit wurde daher lange der Granatgruppe zugeordnet. Benannt wurde Wadalit nach den japanischen Mineralogen Tsunashirō Wada, den ersten Generaldirektor des Geological Survey of Japan, der sich um die moderne Mineralogie in Japan verdient gemacht hatte.
Glasser hob 1995 noch einmal die Unterschiede der Strukturen von Wadalit und Granat hervor und aktuelle Klassifikationen ordnen Granat und Wadalit in unterschiedliche Mineralgruppen ein. 
In den folgenden Jahren wurden weitere Minerale mit der Struktur von Mayenit gefunden und die Gruppen- und Mineraldefinitionen von E. V. Galuskina und Mitarbeitern überarbeitet.

## Klassifikation
Die strukturelle Klassifikation der International Mineralogical Association (IMA) zählt den Wadalit zur Mayenit-Supergruppe, wo er zusammen mit Adrianit und seinem Fe3+-Analog Eltyubyuit die Wadalitgruppe mit mehr als 4 Cl und 2 Si pro Formeleinheit bildet.
Da der Wadalit erst 1987 als eigenständiges Mineral anerkannt wurde, ist er in der seit 1977 veralteten 8. Auflage der Mineralsystematik nach Strunz noch nicht verzeichnet.
Im zuletzt 2018 überarbeiteten und aktualisierten Lapis-Mineralienverzeichnis nach Stefan Weiß, das sich aus Rücksicht auf private Sammler und institutionelle Sammlungen noch nach dieser alten Form der Systematik von Karl Hugo Strunz richtet, erhielt das Mineral die System- und Mineral-Nr. VIII/A.08-200. In der „Lapis-Systematik“ entspricht dies der Klasse der „Silikate und Germanate“ und dort der Abteilung „Inselsilikate mit [SiO4]-Gruppen“, wo Wadalit zusammen mit Almandin, Andradit, Calderit, Eltyubyuit, Eringait, Goldmanit, Grossular, Henritermierit, Holtstamit, Hutcheonit, Hydrougrandit (auch Hydro-Ugrandit, diskreditiert 1967), Irinarassit, Jeffbenit, Katoit, Kerimasit, Kimzeyit, Knorringit, Majorit, Menzerit-(Y), Momoiit, Morimotoit, Pyrop, Schorlomit, Spessartin, Toturit und Uwarowit die die „Granatgruppe“ mit der System-Nr. VIII/A.08 bildet.
Die von der International Mineralogical Association (IMA) zuletzt 2009 aktualisierte 9. Auflage der Strunz’schen Mineralsystematik ordnet den Wadalit ebenfalls in die Abteilung der „Inselsilikate (Nesosilikate)“ ein. Diese ist weiter unterteilt nach der möglichen Anwesenheit weiterer Anionen und der Koordination der beteiligten Kationen, so dass das Mineral entsprechend seiner Zusammensetzung in der Unterabteilung „Inselsilikate ohne zusätzliche Anionen; Kationen in oktaedrischer [6]er- und gewöhnlich größerer Koordination“ zu finden ist, wo es zusammen mit Almandin, Andradit, Calderit, Goldmanit, Grossular, Henritermierit, Hibschit, Holtstamit, Katoit, Kimzeyit, Knorringit, Majorit, Momoiit, Morimotoit, Pyrop, Schorlomit, Spessartin, und Uwarowit sowie den inzwischen diskreditierten Mineralen Blythit, Hydroandradit und Skiagit die „Granatgruppe“ mit der System-Nr. 9.AD.25 bildet.
Auch die vorwiegend im englischen Sprachraum gebräuchliche Systematik der Minerale nach Dana ordnet den Wadalit in die Klasse der „Silikate und Germanate“ und dort in die Abteilung der „Inselsilikatminerale“ ein. Hier ist er als einziges Mitglied in der unbenannten Gruppe 51.04.05 innerhalb der Unterabteilung „Inselsilikate: SiO4-Gruppen nur mit Kationen in [6] und >[6]-Koordination“ zu finden.

## Chemismus
Wadalit mit der Endgliedzusammensetzung [X]Ca12[T](Al103+Si4)O32[W]Cl6 ist das Silicium-Chlor-Analog von Chlormayenit ([X]Ca12[T]Al143+O32[W][Cl2□4]), wobei [X], [T] und [W] die Positionen in der Mayenitstruktur sind.
Die empirische Zusammensetzung der sektorzonierten Kristalle aus der Typlokalität unterscheidet sich leicht in den Sektoren:
- {21-1}: [X]Ca12.01[T](Al3+7,88Fe3+0,99Si4,51Ti0,05Mg0,56)O32,22[W]Cl5,55
- {211}: [X]Ca12.05[T](Al3+8,42Fe3+0,85Si4,20Ti0,04Mg0,44)O32,19[W]Cl5,38

Das Defizit an Cl deutet auf die Bildung von Mischkristallen mit Chlormayenit hin, entsprechend der Austauschreaktion
- [T]Si4+ + [W]Cl− = [T]Al3+ + [W]□, (Chlormayenit, □: Leerstelle).[9]

Die Fe3+-Gehalte werden der Beimischung von Eltyubyuit entsprechend der Austauschreaktion
- [T]Al3+ = [T]Fe3+ (Eltyubyuit)

zugeschrieben und die Magnesiumgehalte zusammen mit dem Überschuss an Silizium (Si) beruhen auf einer Mischkristallbildung mit dem Mg-Si-Analog Adrianit ([X]Ca12[T](Mg52+Si4+9)O32[W]Cl−6) entsprechend der Austauschreaktion
- 2[T]Al3+ = [T]Mg2+ + [T]Si4+

Ein Mischkristall mit einem hohen Adrianit-Anteil ([X]Ca12[T](Al3+4Mg32+Si4+7)O32[W]Cl−6) wurde im Allende-Meteoriten nachgewiesen.

## Kristallstruktur
Wadalit kristallisiert mit kubischer Symmetrie in der Raumgruppe I43d (Raumgruppen-Nr. 220) mit 2 Formeleinheiten pro Elementarzelle. Der natürliche Mischkristall aus der Typlokalität hat dem Gitterparameter a = 12,001 Å. Für synthetischen Wadalit wurde a = 11,981 Å gemessen.
Die Struktur ist die von Chlormayenit. Aluminium (Al3+) und Silicium (Si4+) besetzen die tetraedrisch von 4 Sauerstoffionen umgebenen Z-Positionen. Sie bilden ein Tetraedergerüst, das miteinander verbundene Käfige umschließt. Jeder dieser Käfige ist mit zwei Calcium (Ca2+)-Ionen besetzt, die von 6 Sauerstoffen unregelmäßig umgeben sind. In ihrem Zentrum zwischen den Calciumionen enthalten die Käfige ein Chlorion (Cl−).

## Bildung und Fundorte
Wadalit bildet sich kontaktmetamorph in Skarnen bei niedrigen Druck und hohen Temperaturen bei der Umwandlung von Calcium-Aluminium-Silikaten durch ein chlorreiches Fluid. Weitere Vorkommen sind Kalksilikatklinker aus abgebrannten Kohlehalden und Calcium-Aluminium-Einschlüsse in Chondriten. 

### Skarne
Die Typlokalität von Wadalit ist ein kontaktmetamorpher Skarneinschluss (Xenolith) aus einem Andesit bei Tadano nahe Kōriyama in der Präfektur Fukushima, Japan. Wadalit findet sich hier zusammen mit Wollastonit, Calcit, Katoit, Andradit, Thaumasit, Tobermorit und Xonotlit im Randberaich der Xenolithe, an der Grenze zum Kerns aus nominell wasserfreien Mineralen (Wollastonit, Grossular, Andradit, Gehlenit und Hydroxylapatit–Hydroxylellestadit-Mischkristallen). Wadalit bildete sich hier bei der Reaktion von Gehlenit mit einem chlorreichen Fluid. Die Sektorzonierung deutet auf schnelles Kristallwachstum fern eines chemischen Gleichgewichtes hin. Retrograd wurde Wadalit vom Rand her und entlang von Rissen in Katoit umgewandelt.
In der La Negra Mine nahe Maconi bei Cadereyta im Bundesstaat Querétaro, Mexiko tritt Wadalit im Kontaktbereich eines Diorits mit Kalkstein zusammen mit Spurrit und Rustumit auf und wurde teilweise in Hydrogrossular umgewandelt.
In Xenolithen des Leuzit-Tephrits vom Bellerberg-Vulkan bei Ettringen und Mayen in der Vulkaneifel in Rheinland-Pfalz, Deutschland, tritt eisenreicher Wadalit zusammen mit Gehlenit, Cuspidin, Ellestadit, Fluorit, Ettringit, Gips und Reinhardbraunsit auf.
Weitere Vorkommen in Skarnen sind die Kalksilikat-Xenolithe von der Chegem Caldera in der nordkaukasischen Republik Kabardino-Balkarien in Russland.

### Meteorite
Im Allende-Meteoriten wurde Wadalit in Calcium-Aluminium-reichen Einschlüssen (CAI) zusammen mit Wollastonit, Grossular und Monticellit zwischen Anorthit und Åkermanit gefunden. Angenommen wird, dass sich Wadalit bei der Umwandlung von Åkermanit und Anorthit oder Grossular durch ein chlorhaltiges Fluid gebildet hat.

### Pyrometamorphe Klinker aus Kohlehalden
Wadalit wurde zusammen mit Kumtyubeit, Oldhamit und Jasmundit in einer Kalksilikat-Klinkerknolle aus der abgebrannten Abraumhalde der Kalinin-Kohlegrube im Donezbecken, Ukraine gefunden.
In der abgebrannten Abraumhalde der Baturinskaya-Vostochnaya-1-2 Mine wurden Chlormayenit-Wadalit-Mischkristalle in körnigen Aggregaten aus Fluorellestadit und Cuspidin nachgewiesen.
Ein ähnliches Vorkommen ist die abgebrannte Abraumhalde der Kohleminen im Rosice-Oslavany-Kohlefeld, Okres Brno-venkov in Tschechien.